# Megjött apuci 2.
A Megjött apuci 2. (eredeti cím: Daddy's Home 2) 2017-ben bemutatott amerikai filmvígjáték, melyet Sean Anders és John Morris forgatókönyvéből Sean Anders rendezett. A főszereplők Will Ferrell, Mark Wahlberg, Linda Cardellini, John Cena, John Lithgow és Mel Gibson. A 2015-ben bemutatott Megjött apuci! című film folytatása. Forgatása 2017. március 20-án kezdődött.
Az Amerikai Egyesült Államokban 2017. november 10-én mutatták be, Magyarországon egy nappal hamarabb, november 9-én, szinkronizálva, az UIP-Dunafilm forgalmazásában.

## Cselekmény
A közelgő ünnepek alatt Bradnek és Dustynak (Will Ferrell, Mark Wahlberg) foglalkozniuk kell a távolról érkező, tolakodó apáikkal is (Mel Gibson, John Lithgow).

## Szereplők
| Szerep               | Színész              | Magyar hang             | Leírás                                          |
| -------------------- | -------------------- | ----------------------- | ----------------------------------------------- |
| Brad Whitaker        | Will Ferrell         | Kerekes József          | Sara férje, valamint Dylan és Megan mostohaapja |
| Dusty Mayron         | Mark Wahlberg        | Stohl András            | Sara exférje, valamint Dylan és Megan apja      |
| Mr. Don Whitaker     | John Lithgow         | Harsányi Gábor          | Brad apja                                       |
| Kurt Mayron          | Mel Gibson           | Sörös Sándor            | Dusty apja                                      |
| Sara Whitaker        | Linda Cardellini     | Zsigmond Tamara         | Brad felesége                                   |
| Roger                | John Cena            | Bognár Tamás            | Adrianna hihetetlenül félelmetes apja           |
| Megan Mayron         | Scarlett Estevez     | Dolmány-Bogdányi Korina | Dusty és Sara lánya                             |
| Dylan Mayron         | Owen Vaccaro         | Berecz Kristóf Uwe      | Dusty és Sara fia                               |
| Karen                | Alessandra Ambrosio  | Peller Mariann          | Dusty felesége                                  |
| Adrianna             | Didi Costine         | Gáspárfalvi Dorka       | Dusty mostohalánya                              |
| Liam Neeson          | Liam Neeson          | Csernák János           | Az Elvontatott című film sztárja                |
| Chesley Sullenberger | Chesley Sullenberger | Barbinek Péter          | Brad új mostohaapja                             |